# The Documentary 2
The Documentary 2 – szósty studyjny album amerykańskiego rapera Game’a, którego premiera odbyła się 9 października 2015 roku. Wydawnictwo ukazało się nakładem wytwórni Blood Money Entertainment i Entertainment One Music.
Wśród zaproszonych gości pojawili się Kendrick Lamar, Ab-Soul, Dr. Dre, Drake, Kanye West, Snoop Dogg, will.i.am, Ice Cube, Sean Combs i wielu innych.
Natomiast za produkcję poszczególnych utworów odpowiedzialni są wspomniani wcześniej Dr. Dre i will.i.am, a także Cool & Dre, Scott Storch czy DJ Premier.
Pierwszy singel zatytułowany „100” został wydany 25 czerwca 2015 roku. Płyta jest sequelem debiutanckiego albumu rapera sprzed 10 lat pt. The Documentary.
Album zadebiutował na 2. miejscu listy sprzedaży Billboard 200 sprzedając się w ilości 83 171 egzemplarzy oraz 95 000 w formie strumieniowej.
Druga część albumu zatytułowana The Documentary 2.5 ukazała się 16 października 2015 roku.

## Lista utworów
| The Documentary 2 | The Documentary 2                                   | The Documentary 2                          | The Documentary 2 |
| Nr                | Tytuł utworu                                        | Producent                                  | Długość           |
| ----------------- | --------------------------------------------------- | ------------------------------------------ | ----------------- |
| 1.                | „Intro – Documentary 2”                             | The Mekanics                               | 0:58              |
| 2.                | „On Me” (gości. Kendrick Lamar)                     | Bongo The Drum Gahd & Pops                 | 4:45              |
| 3.                | „Step Up” (gości. DeJ Loaf & Sha Sha)               | Bongo The Drum Gahd                        | 2:47              |
| 4.                | „Don't Trip” (gości. Ice Cube, Dr. Dre & will.i.am) | will.i.am                                  | 4:59              |
| 5.                | „Standing on Ferraris” (gości. Puff Daddy)          | Jahlil Beats                               | 4:11              |
| 6.                | „Dollar and a Dream” (gości. Ab-Soul)               | Cool & Dre & Just BonaFide                 | 5:52              |
| 7.                | „Made in America” (gości. Marcus Black)             | Bongo The Drum Gahd                        | 3:14              |
| 8.                | „Hashtag” (gości. Jelly Roll)                       | Bongo The Drum Gahd & Jelly Roll           | 2:59              |
| 9.                | „Circles” (gości. Q-Tip, Eric Bellinger & Sha Sha)  | Bongo The Drum Gahd & Ronald „Flip” Colson | 4:11              |
| 10.               | „Uncle (Skit)”                                      | Stat Quo & The Game                        | 2:04              |
| 11.               | „Dedicated” (gości. Future & Sonyae)                | Bongo The Drum Gahd & Hit-Boy              | 5:45              |
| 12.               | „Bitch You Ain't Shit”                              | Scott Storch                               | 3:05              |
| 13.               | „Summertime” (gości. Jelly Roll)                    | Jelly Roll                                 | 3:43              |
| 14.               | „Mula” (gości. Kanye West)                          | Boi-1da & Sevn Thomas                      | 3:55              |
| 15.               | „The Documentary 2”                                 | DJ Premier & Dr. Dre                       | 4:38              |
| 16.               | „New York, New York”                                | StreetRunner & Azzouz                      | 2:21              |
| 17.               | „100” (gości. Drake)                                | Johnny Juliano & Cardo                     | 5:34              |
| 18.               | „Just Another Day”                                  | Bongo The Drum Gahd                        | 3:50              |
| 19.               | „LA” (gości. Snoop Dogg, will.i.am & Fergie)        | will.i.am                                  | 5:27              |
|                   |                                                     |                                            | 1:14:18           |